# 1689
| [ Edytuj tabelę ]              | |
| Król Polski                    | - 1674 Jan III Sobieski 1696 |
| Współksiążęta Andory           | - 1689 Oleguer de Montserrat i Rufet 1694 - 1643 Ludwik XIV 1715                                                                 |
| Król Anglii i Szkocji          | - 1689 Wilhelm III Orański 1694 - 1689 Maria II 1694                                                                             |
| Elektor Bawarii                | - 1679 Maksymilian II Emanuel 1726                                                                                               |
| Elektor Brandenburgii          | - 1688 Fryderyk III 1701 |
| Sułtan Brunei                  | - 1673 Muhyiddin 1690 |
| Cesarz Chin                    | - 1661 Kangxi 1722 |
| Król Czech                     | - 1657 Leopold I Habsburg 1705                                                                                                   |
| Król Danii                     | - 1670 Chrystian V 1699 |
| Dalajlama                      | - 1683 Cangjang Gjaco 1706 |
| Cesarz Etiopii                 | - 1682 Ijasu Wielki 1706 |
| Król Francji                   | - 1643 Ludwik XIV 1715 |
| Król Hiszpanii                 | - 1665 Karol II 1700 |
| Landgraf Hesji-Kassel          | - 1670 Karol I Heski 1730 |
| Stadhouder Holandii            | - 1672 Wilhelm III Orański 1702                                                                                                  |
| Szach Iranu                    | - 1666 Safi II 1694 |
| Państwo Wielkich Mogołów       | - 1658 Aurangzeb 1707 |
| Król Irlandii                  | - 1685 Jakub II Stuart 1689 - 1689 Wilhelm III Orański 1702                                                                      |
| Cesarz Japonii                 | - 1687 Higashiyama 1709 |
| Kalif                          | - 1687 Sulejman II 1691 |
| Patriarcha Konstantynopola     | - 1689 Kallinik II 1693 |
| Władca Korei                   | - 1674 Sukjong 1720 |
| Książę Kurlandii i Semigalii   | - 1682 Fryderyk Kazimierz Kettler 1698                                                                                           |
| Sułtan Maroka                  | - 1672 Maulaj Isma’il 1727 |
| Książę Monako                  | - 1662 Ludwik I 1702 |
| Król Nawarry                   | - 1643 Ludwik XIV 1710 |
| Król Norwegii                  | - 1670 Chrystian V 1699 |
| Sułtan Omanu                   | - 1688 Balarab ibn Sultan 1692                                                                                                   |
| Elektor Palatynatu             | - 1685 Filip Wilhelm 1690 |
| Papież                         | - 1676 Innocenty XI 1689 - 1689 Aleksander VIII 1691                                                                             |
| Książę Parmy i Piacenzy        | - 1646 Ranuccio II 1694 |
| Król Portugalii                | - 1683 Piotr II 1706 |
| Książę w Prusach               | - 1688 Fryderyk 1701 |
| Car Rosji                      | - 1682 Iwan V 1696 - 1682 Piotr I Wielki 1725                                                                                    |
| Cesarz Rzymski (niemiecki)     | - 1658 Leopold I Habsburg 1705                                                                                                   |
| Kapitanowie Regenci San Marino | - 1688 Francesco Maccioni Pietro Francini 1689 - 1689 Francesco Loli Matteo Martelli 1689 - 1689 Carlo Loli Gaspare Calbini 1690 |
| Elektor Saksonii               | - 1680 Jan Jerzy III Wettyn 1691                                                                                                 |
| Król Szwecji                   | - 1660 Karol XI 1697 |
| Król Tajlandii                 | - 1688 Phet Racha 1703 |
| Sułtan Turków                  | - 1687 Sulejman II 1691 |
| Doża Wenecji                   | - 1688 Francesco Morosini 1694                                                                                                   |
| Król Węgier                    | - 1655 Leopold I 1705 |
| Książęta Wirtembergii          | - 1677 Eberhard Ludwik 1733 |

Rok 1689 / MDCLXXXIX
stulecia: XVI wiek ~
XVII wiek ~
XVIII wiek

lata: 1679 «
1684 «
1685 «
1686 «
1687 «
1688 «
1689
» 1690
» 1691
» 1692
» 1693
» 1694
» 1699

## Wydarzenia w Polsce
- 28 marca – Kazimierz Łyszczyński został skazany za ateizm na spalenie na stosie.
- 30 marca – Kazimierz Łyszczyński, skazany - z naruszeniem prawa (zob. Neminem captivabimus) – przez sąd kościelny, potem przez sąd sejmowy za ateizm został na Rynku Starego Miasta w Warszawie okrutnie uśmiercony: wyrwano mu język, obcięto prawą rękę, poczem ścięto, a ciało jego spalono; kat spalił również jego dzieło De non existentia Dei (którego esencją było: „A więc nie ma boga”), zaś część skonfiskowanego majątku przypadła delatorowi.
- 12 maja – wielki pożar Wołowa.
- Nie powiodła się próba hetmana Jabłonowskiego zdobycia twierdzy Kamienieckiej.
- Został zawarty pokój wieczysty z Rosją.
- Biskup Kazimierz Opaliński dopuścił się obrazy króla Jana III Sobieskiego[1].

## Wydarzenia na świecie
- 13 lutego – Wilhelm III Orański i Maria II Stuart zostali współmonarchami Anglii i Szkocji.
- 12 marca – lądowanie zdetronizowanego Jakuba II w Kinsale w irlandzkim hrabstwie Cork zapoczątkowało wojnę jakobitów ze zwolennikami nowego angielskiego monarchy, Wilhelma Orańskiego.
- 11 kwietnia – Wilhelm III Orański i Maria II Stuart zostali koronowani w Westminsterze na monarchów Anglii i Szkocji.
- 18 kwietnia – w Bostonie wybuchła rewolta przeciwko rządom gubernatora Edmunda Androsa.
- 19 kwietnia – ponad 200 osób zginęło w pożarze drewnianego budynku opery w Kopenhadze.
- 6 maja – Wojna irlandzka: miała miejsce bitwa o Wzgórze Wiatraczne.
- 11 maja – wojna Francji z Ligą Augsburską: zwycięstwo Francuzów w bitwie morskiej w zatoce Bantry.
- 24 maja – akt tolerancyjny zapewnił opiekę protestantom na Wyspach Brytyjskich, w dokumencie celowo zostali pominięci katolicy.
- 31 maja – wojna Francji z Ligą Augsburską: francuscy żołnierze splądrowali i spalili katedrę w Spirze.
- 8 lipca – Wojna irlandzka: miała miejsce bitwa pod Cornegade.
- 24 sierpnia – wojna Francji z Ligą Augsburską: wojska francuskie spaliły Baden-Baden.
- 27 sierpnia
  - wojna Francji z Ligą Augsburską: bitwa pod Walcourt.
  - Rosja i Chiny zawarły Traktat nerczyński - pierwsze porozumienie w sprawie granicy na rzece Amur.
- 8 września – wojna Francji z Ligą Augsburską: kapitulacja Moguncji.
- 6 października – Papież Aleksander VIII rozpoczął swój pontyfikat.
- 12 października – wojna Francji z Ligą Augsburską: kapitulacja Bonn.
- 16 grudnia – Deklaracja praw - „Bill of Rights” narodu Angielskiego została uznana przez parlament.

## Urodzili się
- 18 stycznia – Monteskiusz, francuski filozof i pisarz epoki Oświecenia (zm. 1755)
- 5 kwietnia – Gabriel Piotr Baudouin, francuski ksiądz misjonarz, założyciel pierwszego w Warszawie domu podrzutków (zm. 1768)
- 16 września - Korneliusz Lebiecki, polski duchowny greckokatolicki, biskup włodzimiersko-brzeski (zm. 1730)
- 22 października – Jan V Wielkoduszny, król Portugalii (zm. 1750)

## Zmarli
- 30 marca – Kazimierz Łyszczyński, prekursor polskiego ateizmu (ur. 1634)
- 4 kwietnia – Maria Anna Józefa Habsburg, arcyksiężniczka austriacka (ur. 1654)
- 19 kwietnia – Krystyna Wazówna, królowa Szwecji (ur. 1626)
- 12 sierpnia – Innocenty XI, papież i błogosławiony kościoła katolickiego (ur. 1611)
- 13 grudnia – Zbigniew Morsztyn, poeta braci polskich (ur. 1625)

## Święta ruchome
- Tłusty czwartek: 17 lutego
- Ostatki: 22 lutego
- Popielec: 23 lutego
- Niedziela Palmowa: 3 kwietnia
- Wielki Czwartek: 7 kwietnia
- Wielki Piątek: 8 kwietnia
- Wielka Sobota: 9 kwietnia
- Wielkanoc: 10 kwietnia
- Poniedziałek Wielkanocny: 11 kwietnia
- Wniebowstąpienie Pańskie: 19 maja
- Zesłanie Ducha Świętego: 29 maja
- Boże Ciało: 9 czerwca